# Hafen Nürnberg

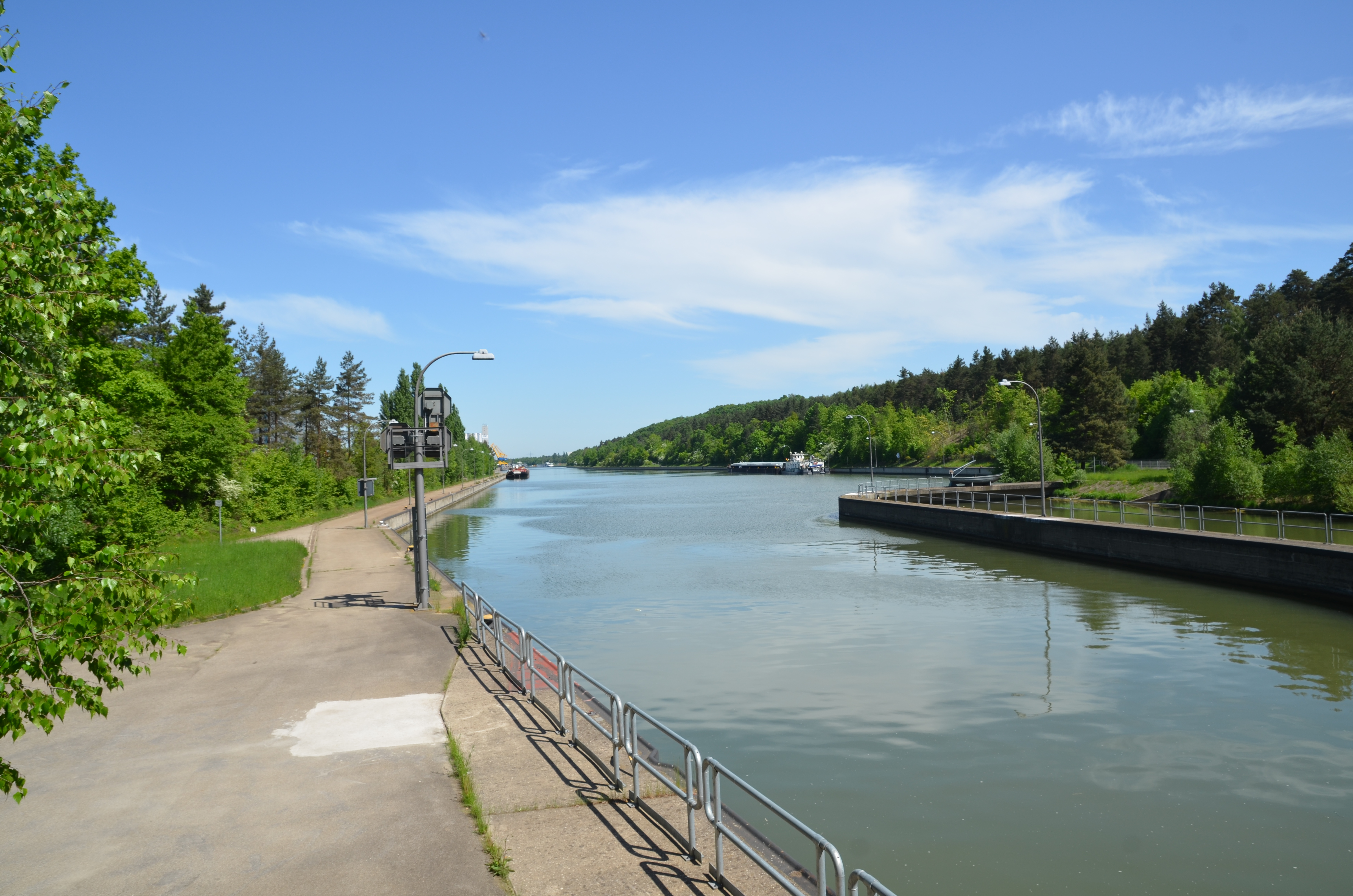
Unterer Schleusenvorhafen der Schleuse Nürnberg – im Hintergrund der Getreidesilo am Hafen, Blick von Süden (2012)

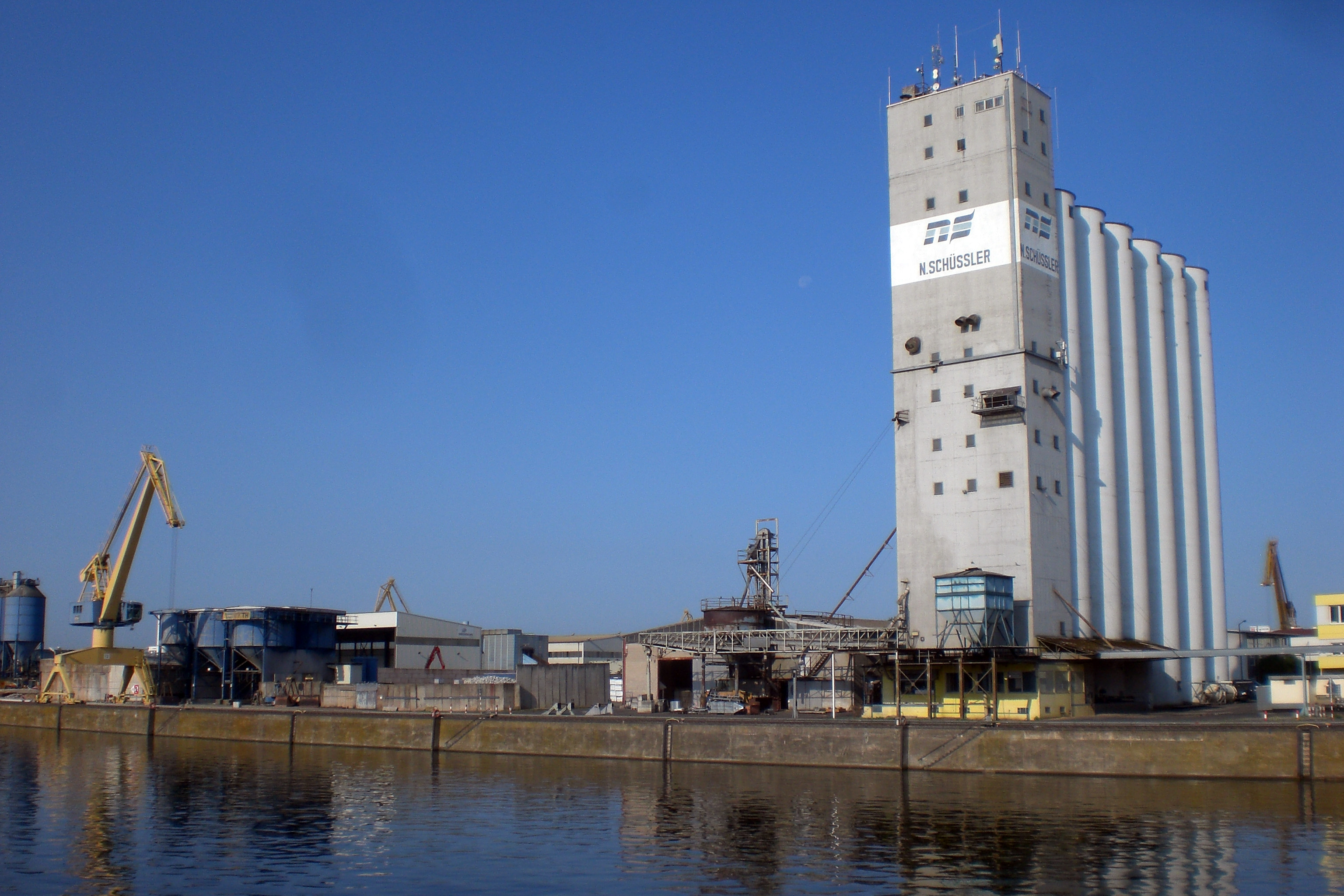
Hafen Nürnberg (2024)

Der Hafen Nürnberg (Eigenbezeichnung bayernhafen Nürnberg) ist ein Binnenhafen und ein Güterverkehrszentrum (GVZ) am Main-Donau-Kanal im Süden des Stadtgebietes von Nürnberg.
Management- und Betreibergesellschaft ist die Hafen Nürnberg-Roth GmbH. Mit einer jährlichen Umschlagleistung von circa 15 Millionen Tonnen ist das GVZ das größte und bedeutendste multifunktionale Güterverkehrs- und Logistikzentrum in Süddeutschland. Bei einer Erhebung der Deutschen GVZ-Gesellschaft, die die europaweit besten Güterverkehrszentren ermitteln soll, belegt das GVZ Nürnberg den dritten Platz. Das trimodale GVZ ist direkt an die Verkehrsträger Straße, Schiene und Wasserstraße angebunden und verknüpft diese Infrastrukturen für multimodale Transportketten. Die Wasserfläche im Hafengebiet beträgt 23,4 Hektar, sie verteilt sich auf den Kanalabschnitt sowie zwei Hafenbecken mit insgesamt 5500 Metern Kaianlagen. Am Kai 1 gibt es einen Standort der Wasserschutzpolizei.
Eine weitere, 400 Meter lange Kaianlage besteht nahe der Stadt Roth knapp 20 Kilometer südlich an der Lände Roth.
Auf einer Fläche von 337 Hektar sind mehr als 200 Unternehmen aus den Bereichen Spedition, Transport, Umschlag, Lagerung, Verpackung, Recycling, Industrie, Handel und logistische Dienstleistungen angesiedelt, welche über 6.700 Arbeitsplätze bieten. Außerdem generiert der bayernhafen Nürnberg eine regionale Beschäftigungswirkung von mehr als 20.000 Arbeitsplätzen.
An der Hafen Nürnberg-Roth GmbH sind mit 80 Prozent, der Freistaat Bayern über die Bayernhafen GmbH & Co. KG, die Stadt Nürnberg mit 19 Prozent und die Stadt Roth mit 1 Prozent beteiligt.
Im Jahr 2016 hatte der Hafen Nürnberg mit 273.710 Tonnen Schiffsgüterverkehr einen Anteil von 3,8 Prozent des Schiffsgüterverkehrs in Bayern, der 2016 bei insgesamt 7.174.477 Tonnen lag.
Der Umschlag an der Lände Roth erreichte 2016 48.000 Tonnen.
Hafen ist auch der Name des Distrikts 473 im Bezirk 47 Maiach.

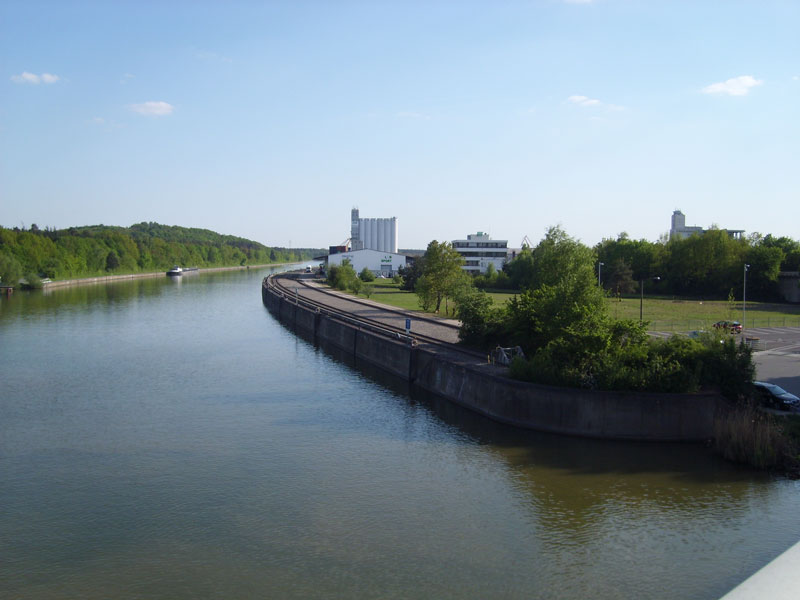
Hafen Nürnberg, Blick von Norden (2008), links der Föhrenbuck

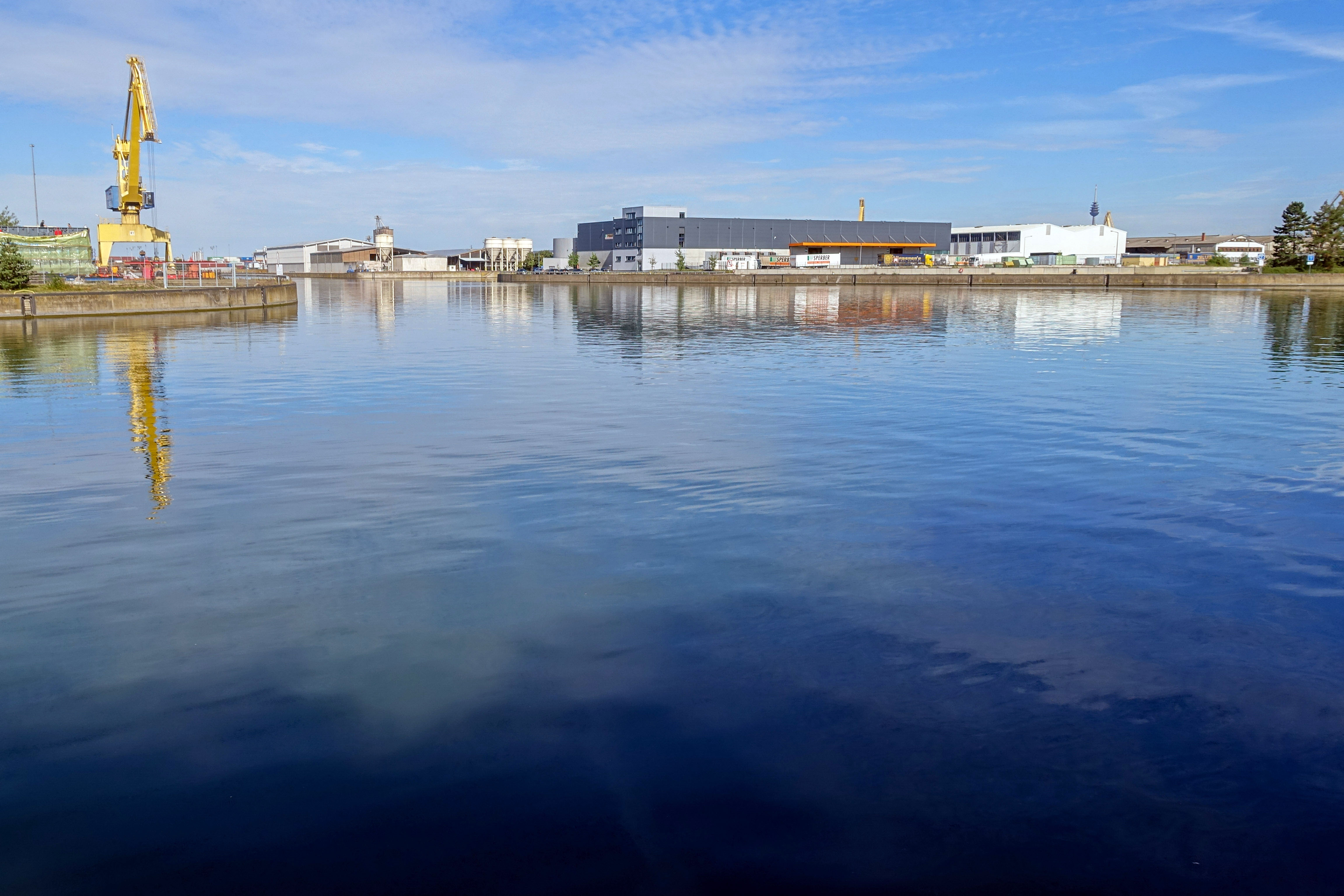
Hafen Nürnberg, Blick von Osten (2020)

## Geschichte
Bereits im Jahre 1926 wurde in einem Generalbebauungsplan ein Hafengelände im heutigen Bereich ausgewiesen. 1940 waren die Pläne schon nahe an der Realisierung, der Zweite Weltkrieg verhinderte diese jedoch. Mit Beginn der Arbeiten für den heutigen Main-Donau-Kanal 1960 wurden auch die Planungen des Hafens Nürnberg neu aufgenommen, 1962 wurde ein Vorentwurf erarbeitet. Für die Realisierung wurde ab 1965 der Nürnberger Stadtteil Hinterhof eingeebnet, die Bewohner wurden finanziell entschädigt. Der offizielle Baubeginn nebst einer Feierstunde war am 6. Juli 1968 anlässlich der ersten Sprengungen.
Die Eröffnung des Hafens am 23. September 1972 markierte zugleich die Vollendung des nördlichen Teilstücks des Main-Donau-Kanals zwischen Bamberg und Nürnberg zum Main und Rhein hin.
Der Teilabschnitt zur Lände Roth wurde 1987 fertiggestellt. Ein durchgängiger Betrieb, auch zum Donauraum hin, war mit der Fertigstellung des Kanals ab 1992 möglich.
Bahnhof Nürnberg Hafen
Einer Recherche des Bayerischen Rundfunks aus dem Jahr 2016 zufolge plante die Deutsche Bahn die Bedienung der Güterverkehrsstelle des Container-Depots Nürnberg (Güterverkehrsstelle Nürnberg Hafen Cdn, Gvst-Nr. 220301) einzustellen.

## Statistik
Der Umschlag auf Schiene, Straße und Wasser hat sich wie folgt entwickelt:
2000: 9,2 Millionen Tonnen
2001: 9,0 Millionen Tonnen
2003: 9,2 Millionen Tonnen
2004: 9,8 Millionen Tonnen
2005: 10,2 Millionen Tonnen
2006: 11,3 Millionen Tonnen
2007: 13,3 Millionen. Tonnen
2008: 14,1 Millionen Tonnen
2009: 12,6 Millionen Tonnen
2010: 15,0 Millionen Tonnen
2011: 15,5 Millionen Tonnen
2012: 15,4 Millionen Tonnen
2013: 15,2 Millionen Tonnen
2014: 15,6 Millionen Tonnen
2015: 15,2 Mio. Tonnen
2016: 15,5 Millionen Tonnen
2017: 16,0 Millionen Tonnen
Im Vergleich zu 2015 ist der Verkehrsumschlag des Bayernhafens Nürnberg 2016 um zwei Prozent auf 15,5 Millionen Tonnen gestiegen. Den größten Anteil daran hat mit 11,6 Millionen Tonnen der LKW, gefolgt von der Schiene mit 3,7 Millionen Tonnen und dem Schiff mit 0,2 Millionen Tonnen.
Die Entwicklung des Schiffsgüterumschlags im Hafen Nürnberg gestaltet sich folgendermaßen:
2002: 0,553 Mio. Tonnen
2003: 0,447 Mio. Tonnen
2004: 0,523 Mio. Tonnen
2005: 0,579 Mio. Tonnen
2006: 0,527 Mio. Tonnen
2007: 0,454 Mio. Tonnen
2008: 0,517 Mio. Tonnen
2009: 0,441 Mio. Tonnen
2010: 0,481 Mio. Tonnen
2011: 0,448 Mio. Tonnen
2012: 0,464 Mio. Tonnen
2013: 0,529 Mio. Tonnen
2014: 0,379 Mio. Tonnen
2015: 0,302 Mio. Tonnen
2016: 0,273 Mio. Tonnen
2017: 0,255 Mio. Tonnen

## Erweiterungen

### Tricon
Im Oktober 2004 wurde mit dem Bau einer trimodalen Anlage für den Kombinierten Verkehr (KV) begonnen. Nach einer Plan- und Investitionserweiterung auf insgesamt 31 Millionen Euro nahm Anfang Juni 2006 das erste Modul der Anlage auf 85.000 m² Grundstücksfläche den Betrieb auf. Das Terminal verfügt unter anderem über vier Ladegleise à 700 Meter, zwei Portalkräne zum Umschlag von Containern und LKW-Aufbauten mit einer Jahreskapazität von 155.000 Ladeeinheiten.
Wasserseitig wurde die Anlage über den Teilausbau des dritten Hafenbeckens angeschlossen. Dieses neue 116 Meter lange und 25 Meter breite Stichbecken im GVZ wurde am 13. Juni 2005 geflutet.

### Containerbahnhof
Darüber hinaus hat die DB Netz AG ihren verkehrsungünstig gelegenen innerstädtischen Containerbahnhof an der Austraße (Stadtteil Gostenhof) durch einen Neubau (zusätzliches Investitionsvolumen von 32,2 Millionen Euro) im GVZ ersetzt. Diese bimodale Umschlaganlage (Schiene/Straße) ergänzt seit Dezember 2009 die bestehende trimodale Anlage. Dadurch verfügt das GVZ über eine der größten Containerumschlagkapazitäten im europäischen Binnenland außerhalb der Seehäfen.
Am 20. März 2006 zog das Zollamt vom Stadtteil Kohlenhof in den Hafen um.